# Köinge kyrka
Köinge kyrka är en kyrkobyggnad som sedan 2006 tillhör Okome församling (tidigare Köinge församling) i Göteborgs stift. Den ligger i Köinge omkring tjugo kilometer nordost om centralorten i Falkenbergs kommun.
På kyrkogården nordost om den nuvarande kyrkan nästan nere vid landsvägen har det legat en kyrka ända sedan 1200-talet. Den lilla medeltidskyrkan revs dock 1896 när den nya kyrkobyggnaden tagits i bruk.

## Den gamla kyrkan

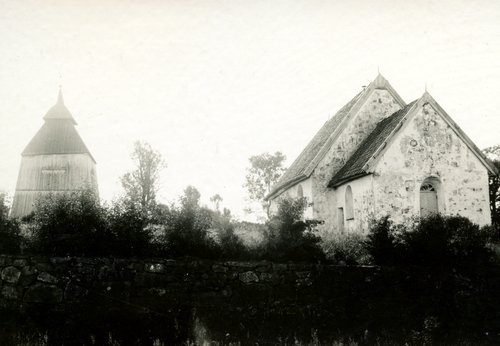
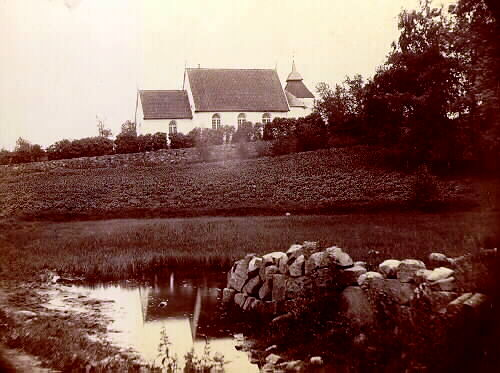

### Historia
Kyrkan antas ha uppförts under 1200-talets senare hälft och hade tjocka murar av natursten och var utvändigt vitrappad och låg orienterad i bruklig öst-västlig riktning. Det egentliga kyrkorummet var 29 alnar långt och 12 alnar brett. Detta hade år 1537 förlängts med ett kor och sakristia på östra gaveln. År 1865 byggdes ett vapenhus på den västra gaveln. Kyrkan saknade torn, utan hade istället en fristående klockstapel på kyrkogården sydväst om kyrkan .
Inför en omfattande modernisering år 1873 dokumenterade konstnären Severin Nilsson kyrkan, och en målning över dess interiör från tiden innan denna ombyggnad av dennes hand hänger idag (2011) i kyrkorummet. Kyrkans innertak var försett med bilder ur bibelns historia och där hängde även en ljuskrona av trä. I mitten av 1800-talet fanns fortfarande en mycket hög tröskel mellan vapenhuset och kyrkan, där nyblivna mödrar föll på knä för att ”tagas i kyrke”. Bland inventarierna kan nämnas predikstolen som var målad i guld, rött, grönt, svart och vitt på vilken bl.a. stod ”Aar 1589 S.A.B.”. Dessutom kan nämnas en madonnabild skuren i ek, jämte en del andra lösa föremål. Fyra bänkdörrar finns på Hallands konstmuseum i Halmstad.
Kyrkan omgavs av en mur med överbyggda stigluckor och den södra mot ”Gregåsa” var stor och bred med bänkar utmed sidorna där även gudstjänstbesökarna kunde hänga paraplyer och våta ytterplagg.
I kyrkan invigdes också ett nyinköpt orgel-harmonium söndagen 9 december 1877 av prosten Karlsson i Okome. Orgeln spelades på av ingenjören G. Bråkenhjelm. Orgeln kostade 1290 kr och var tillverkad av Trayfers & Comp. i Stuttgart.

## Den nya kyrkan
Samma år som Okome gamla kyrka revs, beslöts på kyrkostämma den 8 januari 1890 att en ny kyrka skulle byggas. Kyrkan uppfördes år 1896 i delvis gotisk, delvis romansk stil efter ritningar av arkitekt Adrian C. Peterson i Göteborg till en kostnad av 40 000 kronor.
Den nya gudstjänstlokalen byggdes på höjden sydväst om den gamla kyrkogården, som härmed kraftigt förstorades. Kyrkan består av långhus med nord-sydlig orientering. I norr finns ett tresidigt kor och i söder ett kyrktorn med huvudingång. Från långhuset sträcker sig korta korsarmar ut åt öster och väster. Ytterväggarna är spritputsade och vitmålade. Yttertaken ovanför långhus och korsarmar är belagda med skiffer, medan tornet har ett tälttak belagt med zinkplåt.

## Inventarier
- I kyrkan finns två dopfuntar. Ena funten av svart granit är från 1100-talet och står i vänstra korsarmen. Andra funten av svart grönsten är från 1300-talet och står i högra korsarmen. Tillhörande dopskål är från 1700-talet.
- Altaruppsatsen är från 1600-talet.

### Orgel
Orgeln, som är mekanisk, byggdes 1896 av Salomon Molander och renoverades 1976 av A. Magnusson Orgelbyggeri AB. Den har tio stämmor fördelade på manual och pedal.

## Bilder

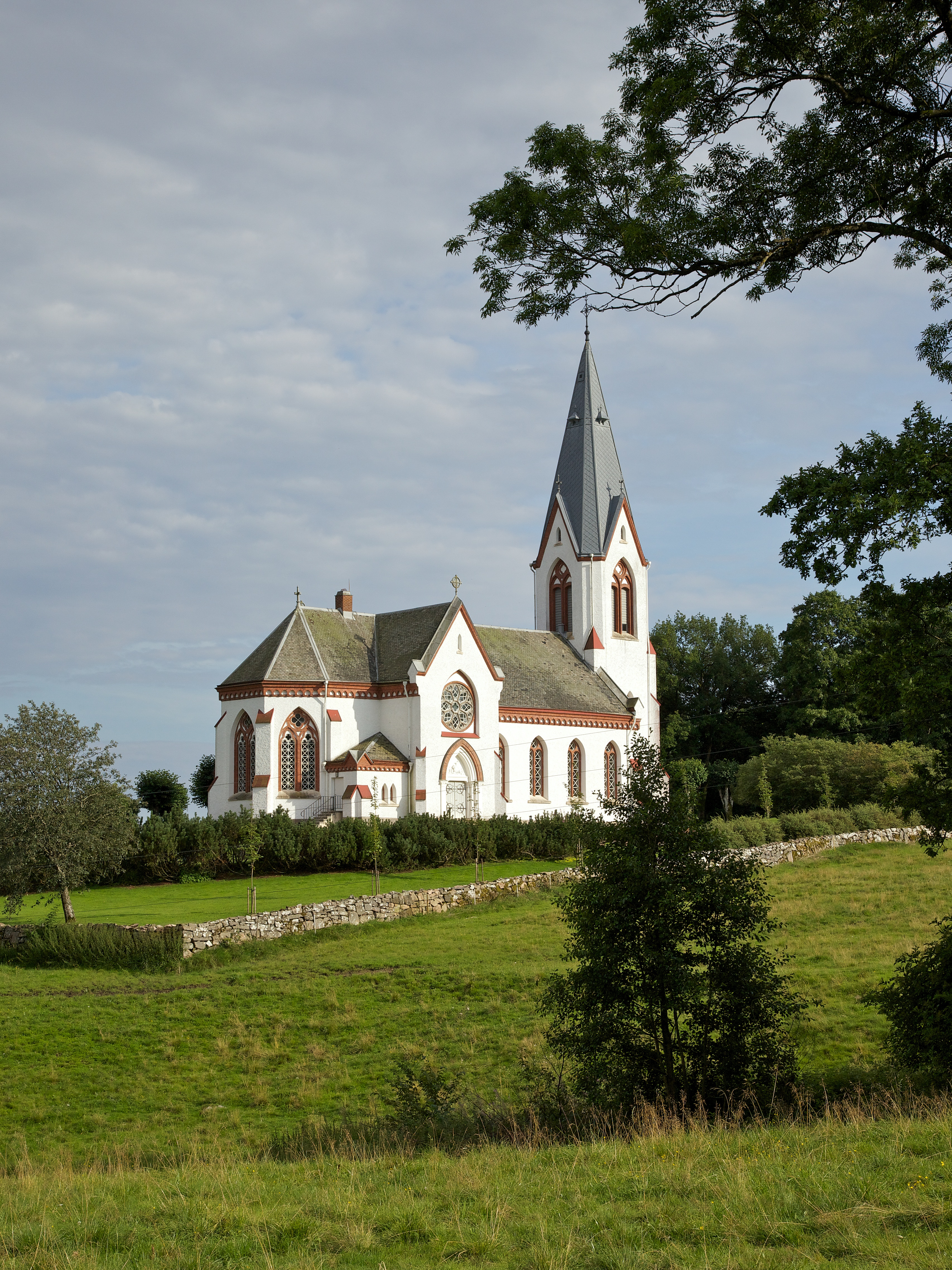
Köinge nya kyrka exteriör.
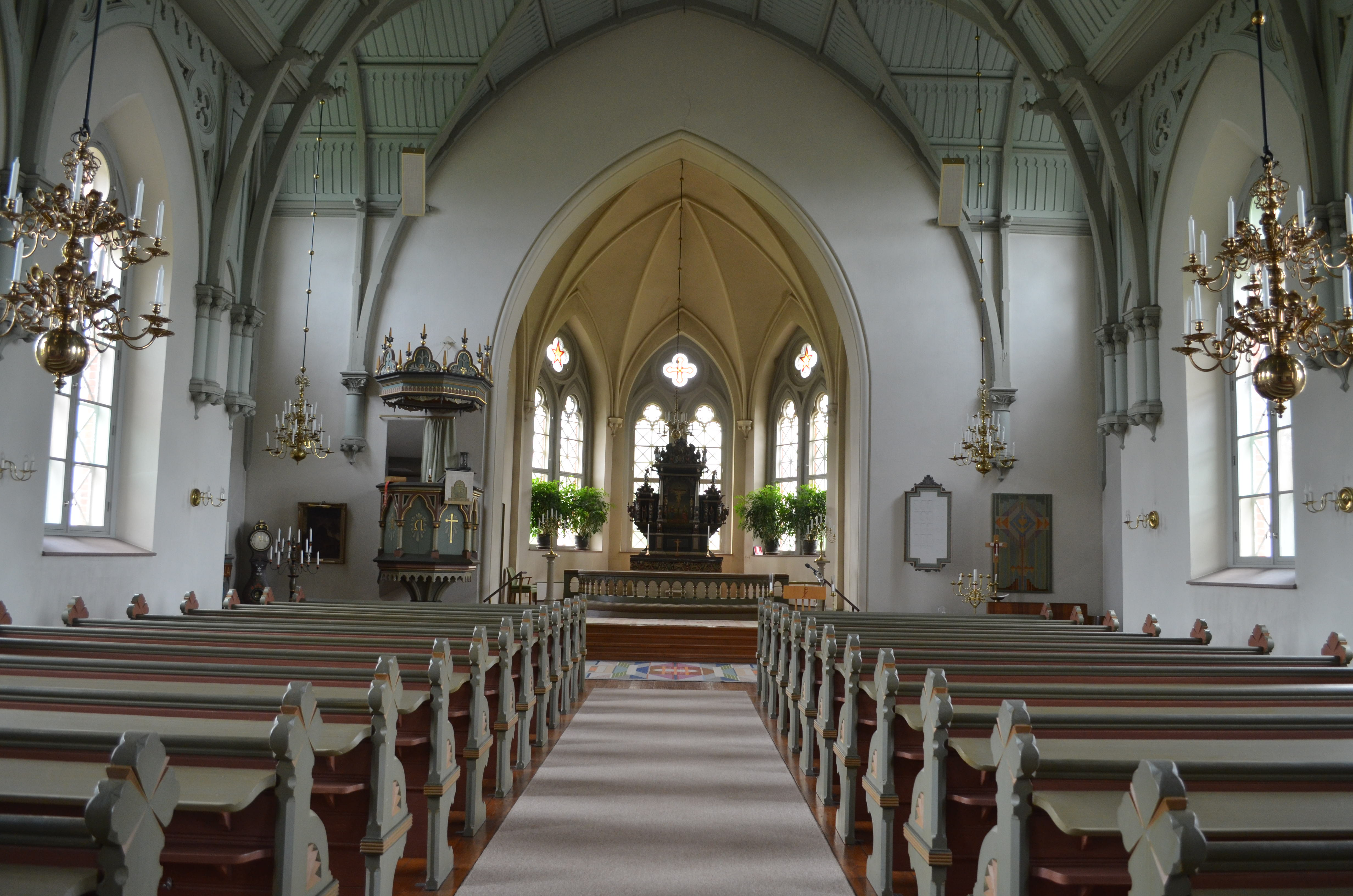
Interiör 2017.
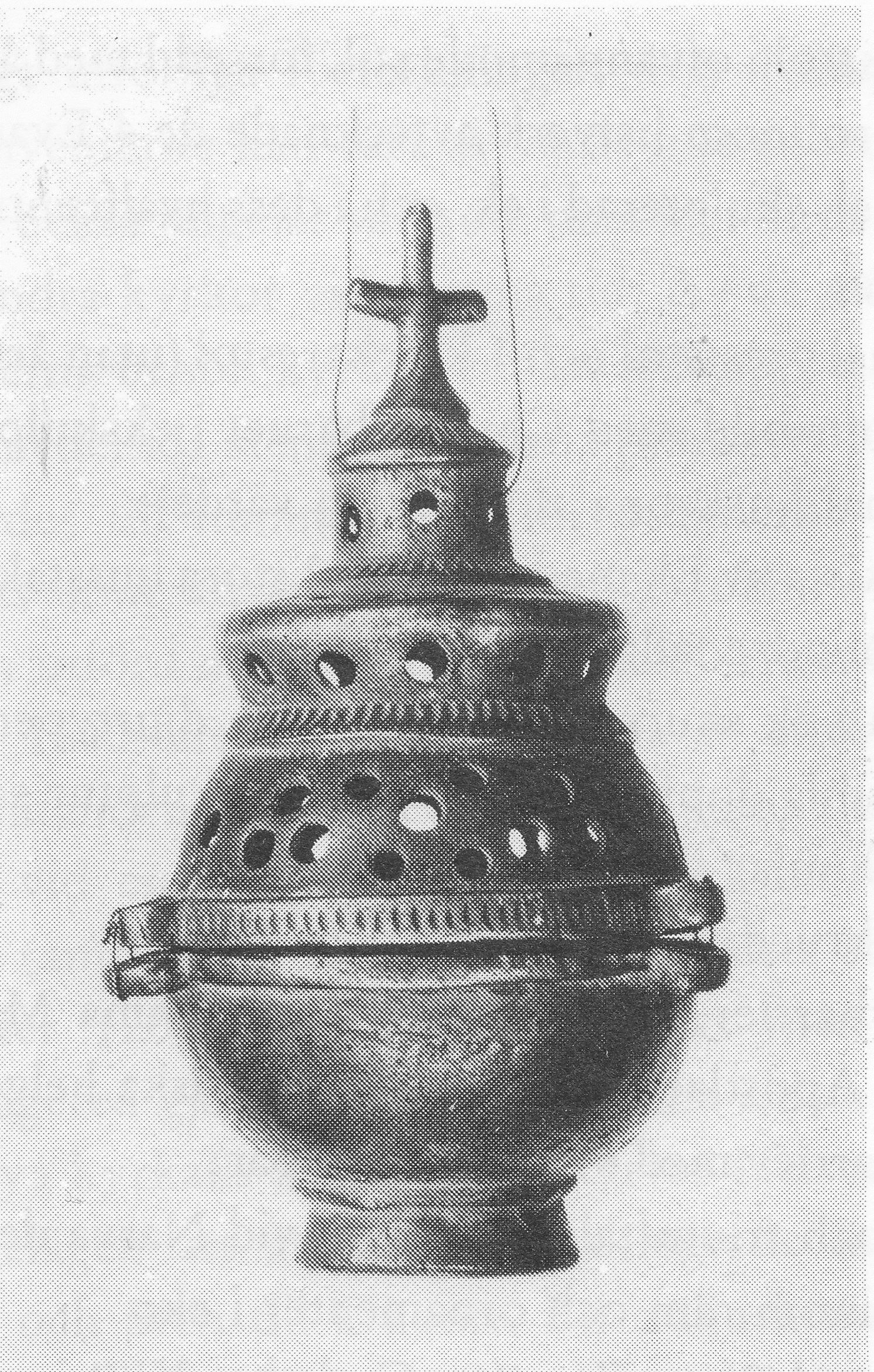
Rökelsekar daterat till 1200-talet, numera på Statens Historiska Museum i Stockholm
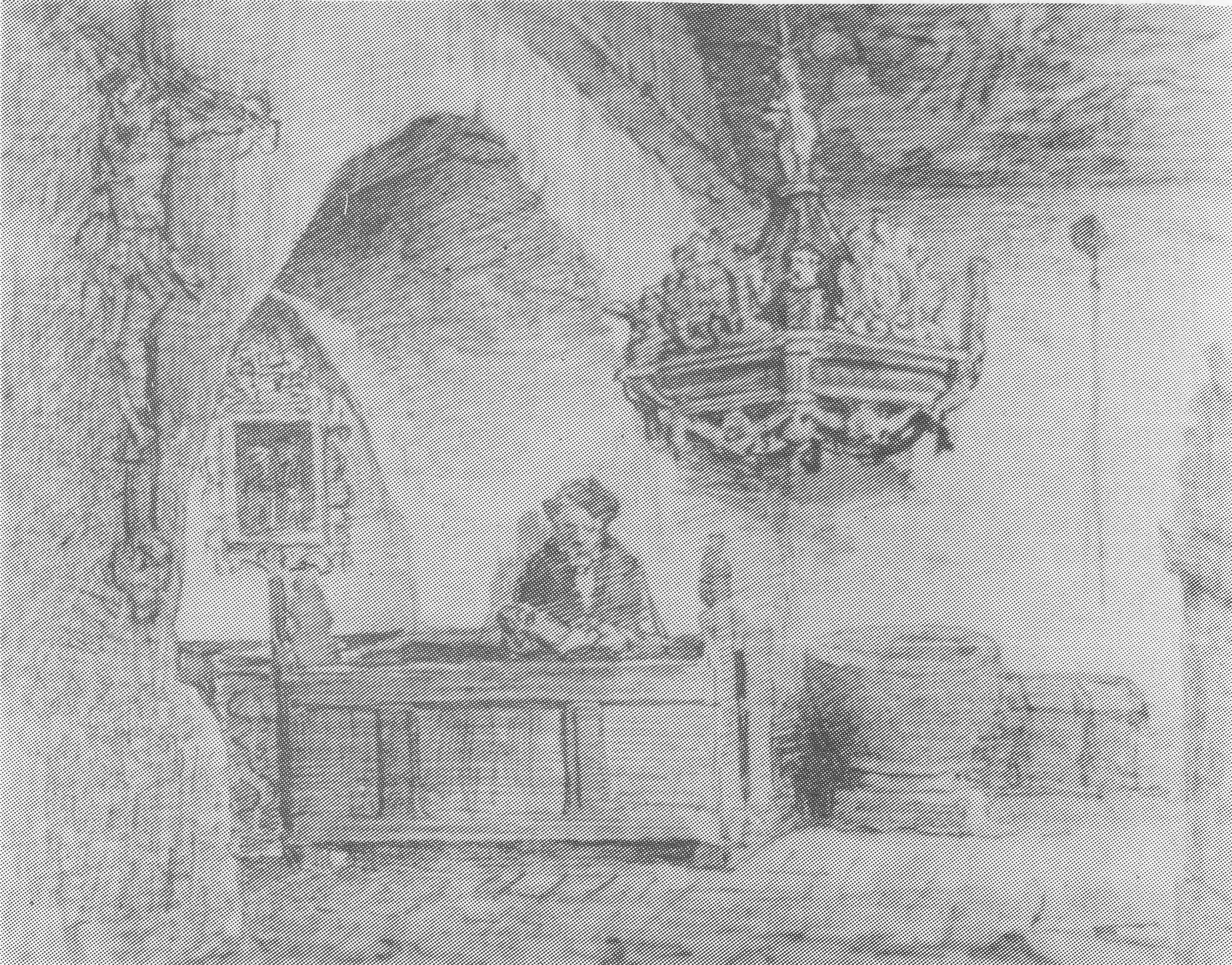
"Klockaren i Köinge". Teckning av Severin Nilsson före ombyggnaden 1873
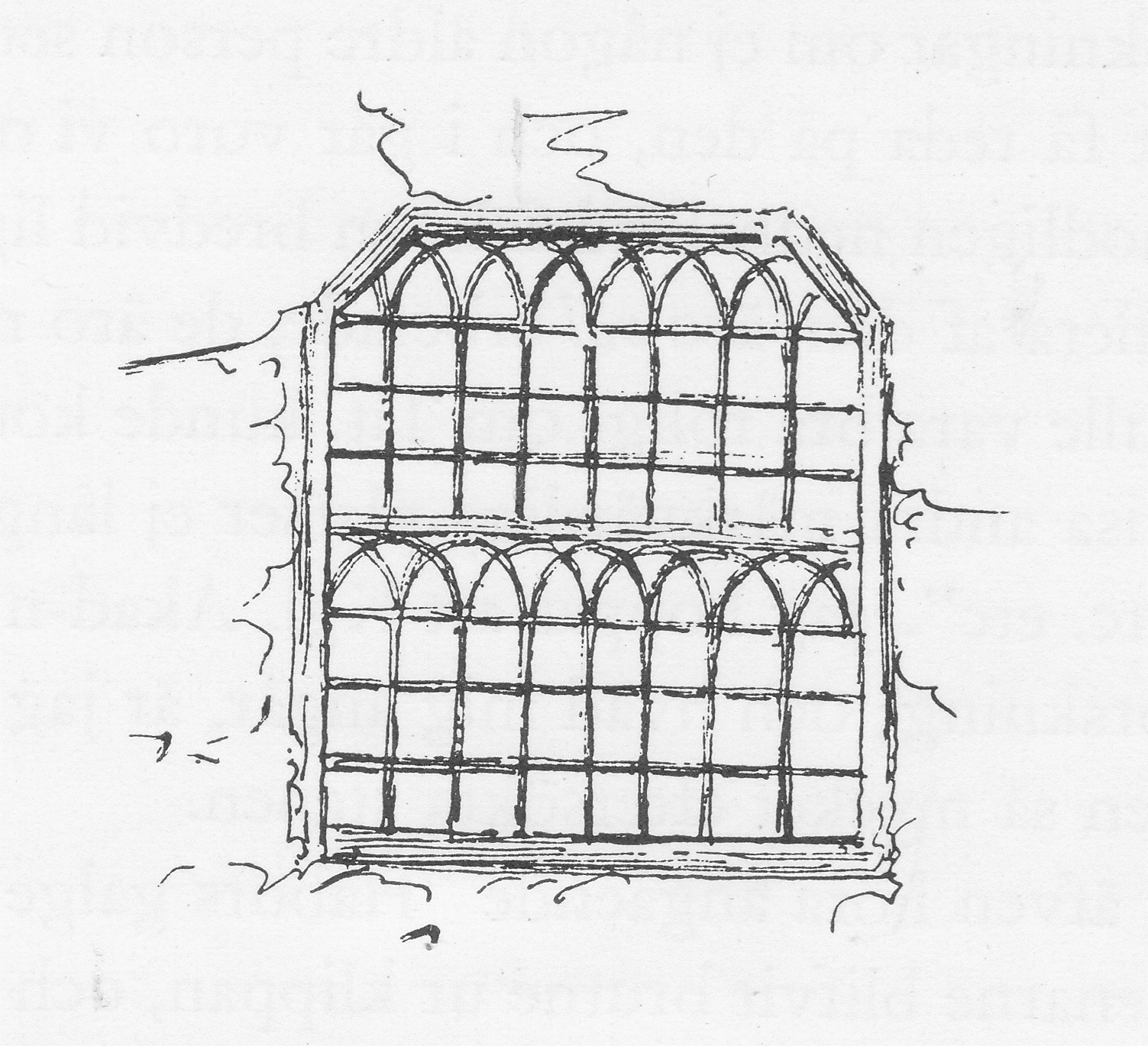
Gammalt fönster i Köinge kyrka. Teckning av Gustav Brusweitz sommaren 1864